# Penegal
Penegal – szczyt w paśmie Nonsberg, w Alpach Wschodnich. Leży w regionie Trydent-Górna Adyga, w północnych Włoszech. 